# Ivrea Basket Team 2007-2008

## Formazione 2007-2008
- Maiorano Laura, Playmaker, 1975, 166 cm.
- Tagliabue Lara, Pivot, 1989, 180 cm.
- Pasino Eleonora, Ala/Pivot, 1975, 180 cm.
- Giglio Tos Simona, Playmaker, 1990, 166 cm.
- Fea Claudia, Guardia, 1983, 177 cm.
- Passon Silvia, Ala, 1985, 182 cm.
- Pace Paola, Guardia, 1989, 172 cm.
- Bonetti Laura, Ala, 1985, 178 cm.
- Bottaro Stefania, Guardia, 1976, 174 cm.
- Valguarnera Teresa, Guardia, 1985, 177 cm.